# Wallaceodendron
Wallaceodendron es un género monotípico de árbol perteneciente a la familia de las fabáceas.  Su única especie: Wallaceodendron celebicum, es originaria de  Filipinas y las Celebes en Indonesia.

## Taxonomía
Wallaceodendron celebicum fue descrita por  Sijfert Hendrik Koorders y publicado en  Mededeelingen uit 's Lands Plantentuin 19: 631. 1898.
Sinonimia
- Pithecellobium williamsii Elmer [2]